# 테오레마
《테오레마》(이탈리아어: Teorema)는 이탈리아에서 제작된 피에르 파올로 파솔리니 감독의 1968년 드라마, 미스터리 영화이다. 실바나 망가노 등이 주연으로 출연하였고 마놀로 볼로니니 등이 제작에 참여하였다.

## 줄거리
밀라노의 한 부르주아지 저택에 집배원이 찾아와 방문객(l'ospite)의 도착을 알리는 통지를 전한다.
이 수수께끼의 방문객은 신실한 하녀의 자살을 막고, 성적으로 억눌린 어머니에게 성적 기쁨을 안겨주고, 건강이 나빠져 절망한 아버지를 위로하고, 남자를 극도로 경계해온 딸에게 남자에 대해 알려주고, 아들의 불안을 달래준다.
다시 집배원이 나타나 방문객의 떠남을 알리는 통지를 전달한다. 다음날 방문객은 가족들의 배웅을 받으며 떠난다.
남은 이들은 삶의 공허를 직면한다. 하녀는 시골 고향으로 돌아가 기적을 행한 뒤 흙으로 몸을 덮는다. 어머니는 젊은 남성들과 성관계를 갖는다. 아들은 화가가 되기 위해 집을 떠난다. 딸은 긴장증 상태에 빠진다. 사유재산의 소유를 포기한 아버지는 직원들에게 공장을 넘기고 바깥을 나체로 돌아다니다가 원초적인 비명을 지른다.

## 출연

### 주연
- 실바나 망가노 - 루치아, 어머니 역
- 테런스 스탬프 - 방문객
- 마시모 지로티 - 파올로, 아버지 역
- 라우라 베티 - 에밀리아, 하녀 역
- 안 비아젬스키 - 오데타, 딸 역

### 조연
- 니네토 다볼리 - 안젤리노, 집배원 역
- 알폰소 가토 - 의사 역

## 기타
- 미술: 루치아노 푸치니
- 의상: 로베르토 카푸치
- 의상: 마르첼라 데 마르키스